# Нагорный (Ставропольский край)
Нагорный — хутор в Грачёвском районе (муниципальном округе) Ставропольского края России.
До 16 марта 2020 года входил в состав сельского поселения Красный сельсовет.

## Название
Ранее назывался Александроталь (Alexandertal), Руднев, а также Руднева А. Т..

## География
К северо-востоку от Ставрополя.
Расстояние до краевого центра: 35 км.
Расстояние до районного центра: 13 км.

## История
Колония Александрталь на земле землевладельца Александра Руднева, заарендованной с 1 сентября 1914 года и с 1 марта 1916 года. Колония расположена в 12 верстах от села Спицевского.
До 1917 село входило в Ставропольскую губернию, Ставропольский у., Александротальская/Спицевская вол.
В советский период — Орджоникидзевский край, Спицевский/Ставропольский (Ворошиловский) р-н.
Лютеранское село на арендной земле. Лютеранский приход Ставрополь. Земли 350 десятин. Нач. школа, изба-читальня, сельсовет (1926).
Административный центр Александротальской волости. Включала немецкие села Александроталь и Либенталь. Территория вошла в состав Кононовской (Красносельской) волости. На 1920 год в волости 396 человек.

## Население
| 1904 | 1909 | 1917 | 1920 | 1925 | 1926 | 1989 |
| ---- | ---- | ---- | ---- | ---- | ---- | ---- |
| 294  | ↗320 | ↘313 | ↘275 | ↗307 | ↗357 | ↘278 |
| 2002 | 2010 | 2014 |      |      |      |      |
| ↗313 | ↘274 | ↗300 |      |      |      |      |

Национальный состав
В 1926 году 329 немцев из 357 жителей.
По данным переписи 2002 года в национальной структуре населения преобладают русские (61 %).

## Инфраструктура
- Фельдшерский пункт[13]
- Общественное открытое кладбище площадью 8600 м²[14]